# 다리 여행배 세계여자바둑선수권
다리 여행배 세계여자바둑선수권(중국어: 大理旅游杯)은 중국위기협회와 다리 여행사(大理旅游集团)가 공동 주최하며, 우승 상금은 10만 위안(한화 약 1,300만원), 준우승 상금 3만 위안(한화 약 390만원)이다. 우승, 준우승 상금 이외에 매 라운드마다 5,000위안의 대국료가 지급된다. 중국 룰로 진행되며 대국은 제한 시간 각자 2시간에 초읽기 60초 5회가 주어진다.

## 역대 우승자
| 회수 | 연도      | 우승       | 전적 | 준우승     |
| ---- | --------- | ---------- | ---- | ---------- |
| 1    | 2006-2007 | 박지은 7단 | 2-1  | 김혜민 4단 |